# استمر يا مونا بهاي (فلم هندي)
استمر يا مونا بهاي Lage Raho Munna Bhai (تنطق [ləˈɡe: rəˈɦo: mʊnna:ˈbʱa:i] ) هو فيلم كوميديا دراما هندي من إخراج راجكومار هيراني وإنتاج فيدو فينود تشوبرا. وهو استكمال لفيلم مونا بهاي أم بي بي إس (2003)، ويلعب سانجاي دوت دور "مونا بهاي"، عضو المافيا الهندية في مومباي.

## روابط خارجية
- الموقع الرسمي
- مقالات تستعمل روابط فنية بلا صلة مع ويكي بيانات